# Toyota ToyoAce
El Toyota ToyoAce es un camión liviano a mediano cab over construido por Toyota desde septiembre de 1954. Hasta un concurso de cambio de nombre en 1956, el camión se vendía como el "Toyopet Light Truck SKB ". Desde 1985, las líneas de camiones ToyoAce y Dyna se han fusionado, y las Dynas generalmente están destinadas a trabajos más pesados. En Japón, era exclusivo de los concesionarios Toyota japoneses llamados Tienda Toyopet.

## Historia

### Primera generación

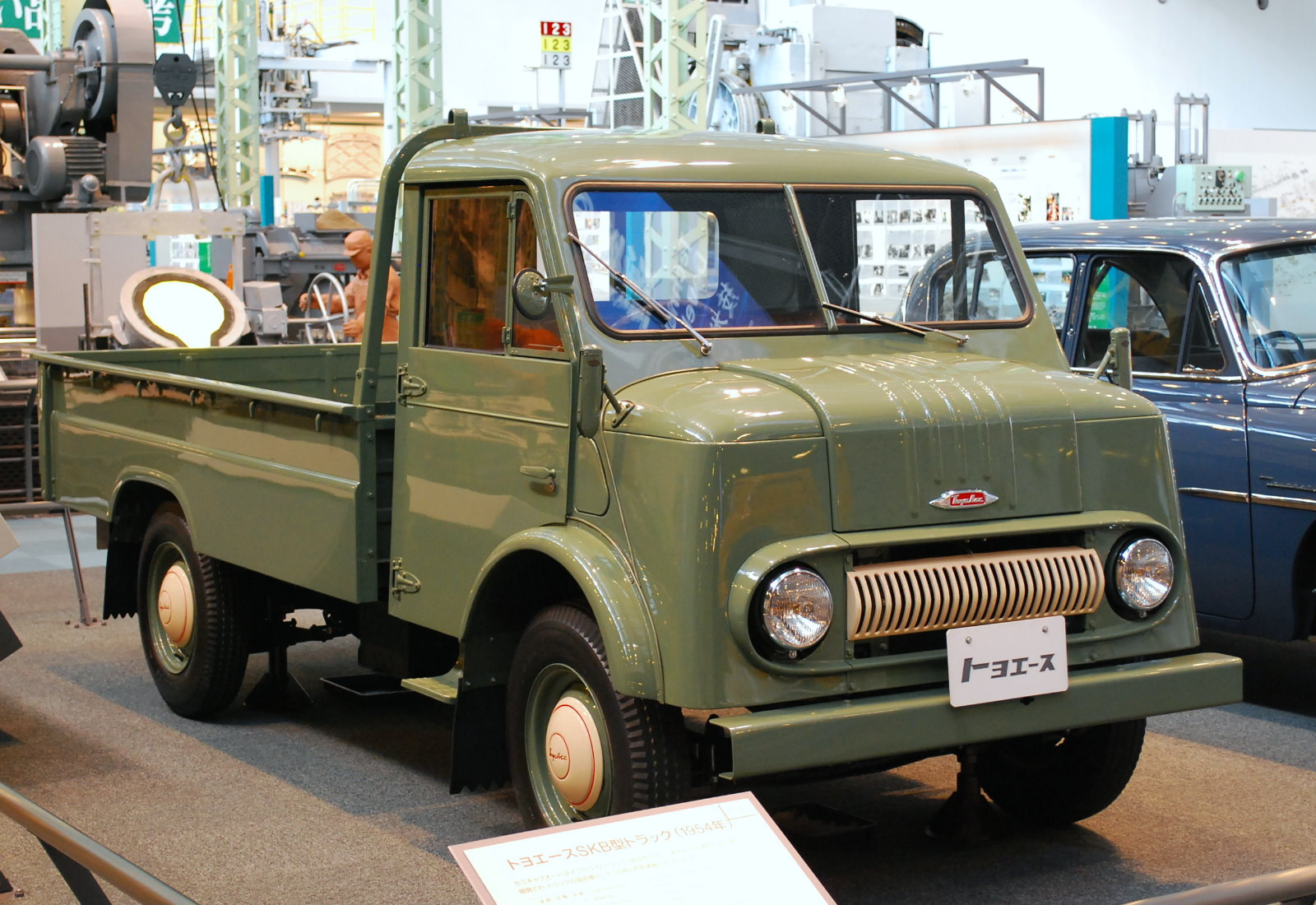

El ToyoAce de primera generación era un camión de una tonelada con un diseño de semi-cabina. Tiene un motor de cuatro cilindros sidevalve inline-four Toyota Type A type S de 1 L; 1 L y 30 caballos de vapor (22 kW; 22 kW). Originalmente se vendió como "Toyopet Light Truck", un nombre no muy inspirado que se cambió por "ToyoAce" después de un concurso público en 1956. El interior espartano presentaba asientos estilo hamaca, como en un Citroën 2CV. La "K" en el código del modelo se compartió, al igual que el chasis, con el camión Toyopet SK / RK, una línea que más tarde se convertiría en el Toyota Stout. El primer Toyoace se vendió inicialmente lentamente, debido a un precio muy superior al de los camiones de tres ruedas con los que competía. Sin embargo, después de una gran caída en el precio, el ToyoAce cambió el mercado japonés de camiones ligeros a favor de vehículos de cuatro ruedas.
También se desarrollaron furgonetas con paneles, furgonetas ligeras, cabina doble y otros estilos de carrocería. Estos recibieron números de chasis de SK17 a SK19. En 1958, la potencia del motor S se incrementó a 33 CV (24,3 kW; 24,3 kW). La antigua Central Motors produjo la camioneta ToyoAce desde junio de 1956 hasta julio de 1960.

### Segunda generación

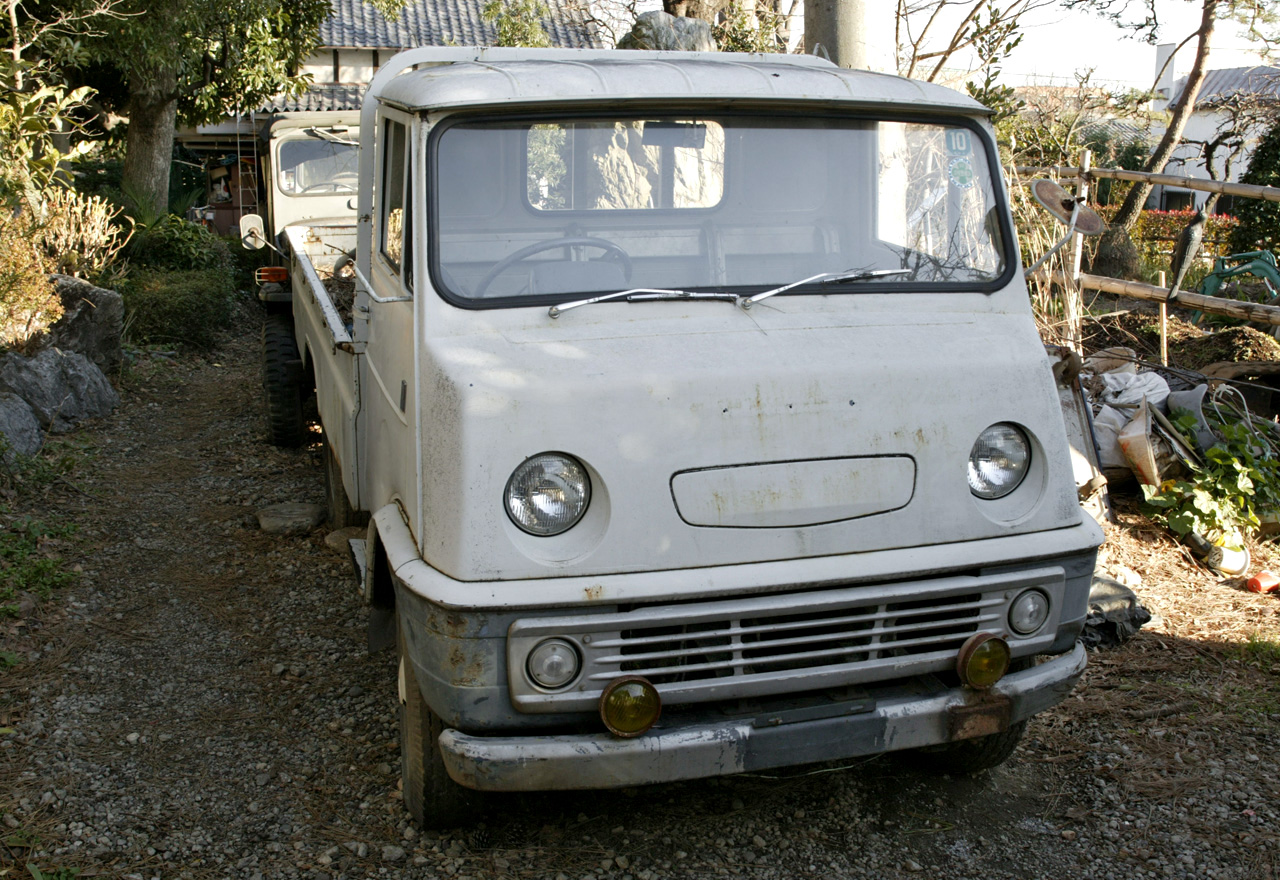

El diseño de semi-cabina se mantuvo para la segunda generación Toyopet ToyoAce, inicialmente vendida como SK20. El nuevo SK20 también se vendió como furgón (SK20V) y como camión de doble cabina (SK20P). La potencia del motor de sidevalve de 1 litro se mantuvo 33 CV (24,3 kW; 24,3 kW), como su predecesor. Se introdujo en marzo de 1959, pero ya en octubre de ese año se sometió a un lavado de cara y recibió un nuevo motor, el 1.0 litros 45 CV (33,1 kW; 33,1 kW) P type. Esta fue la serie PK20. Las versiones australianas recibieron el distintivo de Toyota 25. Más tarde, se agregaron versiones de 1,25 y 1,5 toneladas, con motores más potentes de 1,2 (2P) y 1,5 litros (R). Esta imagen es un PK3 # con dos luces simples, la actualización agregada en 1966 fue la serie PK4 # que estaba equipada con el motor R. Después de la serie inicial con motor S, solo había modelos PK a pesar de que estaban siendo propulsados por motores de las series P y R. Esto fue para diferenciarlo del Stout que usaba los números de chasis de la serie "RK". En un lavado de cara en mayo de 1967, el automóvil recibió cuatro faros delanteros y se agregó una versión 3P-engine (1.35 L, "PK32"). A diferencia del SKB con motor delantero, el motor del ToyoAce de segunda generación se movió hacia abajo y detrás de los asientos. Esto permitió asientos para tres en lugar de dos. La cabina también se inclinó para acceder al motor. El parabrisas dividido fue reemplazado por una sola unidad, aún plana. Este ToyoAce tuvo una larga vida, permaneciendo en el mercado hasta 1971.

### Tercera generación

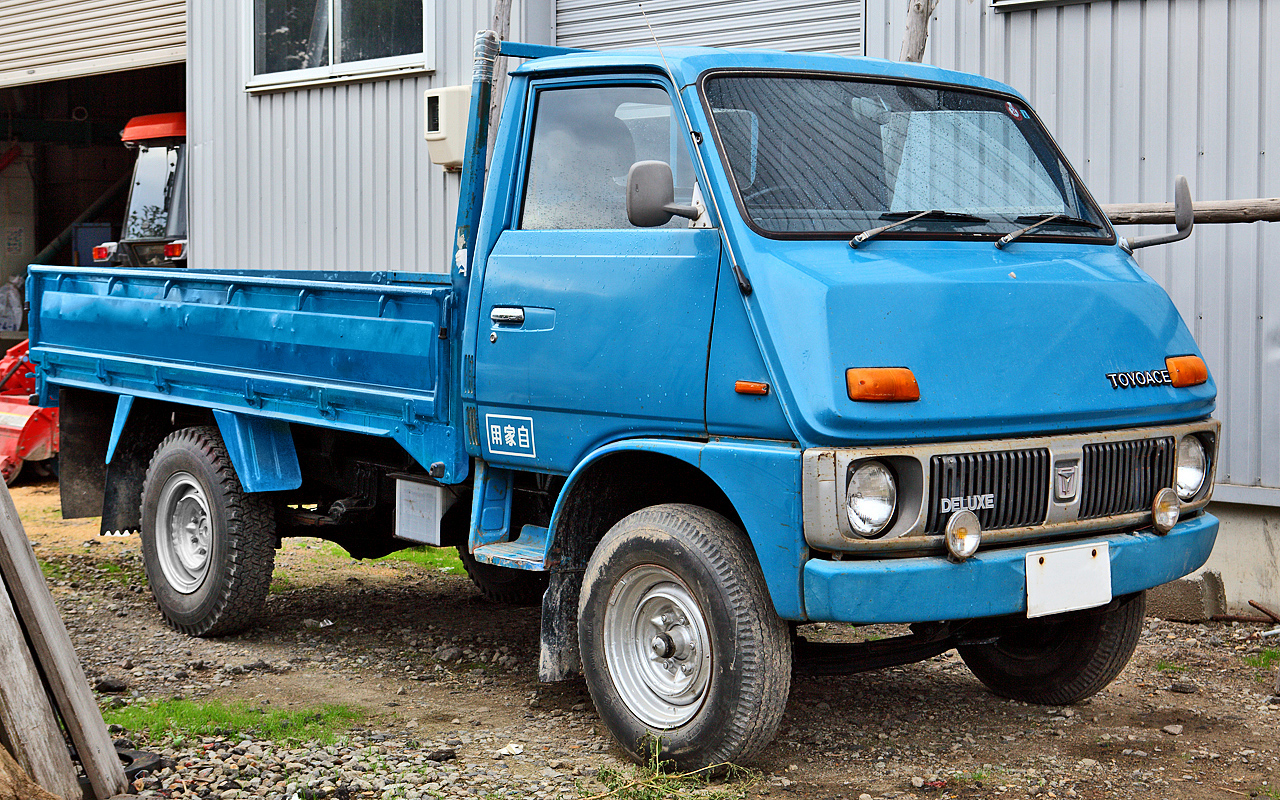

El ToyoAce de tercera generación recibió códigos de chasis de la serie Y para evitar confusiones. Se introdujo en agosto de 1971 y tenía un diseño mucho más moderno, y estaba disponible en varios estilos de carrocería nuevos. Había tipo 3P y 12R motores de gasolina (1,35 o 1,6 litros, del 12R), así como el motor diésel 2J de 2,5 litros. El diésel se introdujo en julio de 1972. En agosto de 1977 apareció una versión especial "apenas baja", con pequeñas ruedas traseras gemelas para una superficie de carga más baja. A partir de esta generación, el ToyoAce se utilizó como base de una furgoneta comercial para acomodar a los pasajeros en los desplazamientos, llamada Toyota HiAce, que se vendía en los concesionarios japoneses de Toyota llamados Toyopet, lo que permite a Toyota vender el ToyoAce como un compañero más pequeño del Toyota Coaster. Los códigos de modelo incluyen PY10, RY10 / 12/14 y JY16.

### Cuarta generación

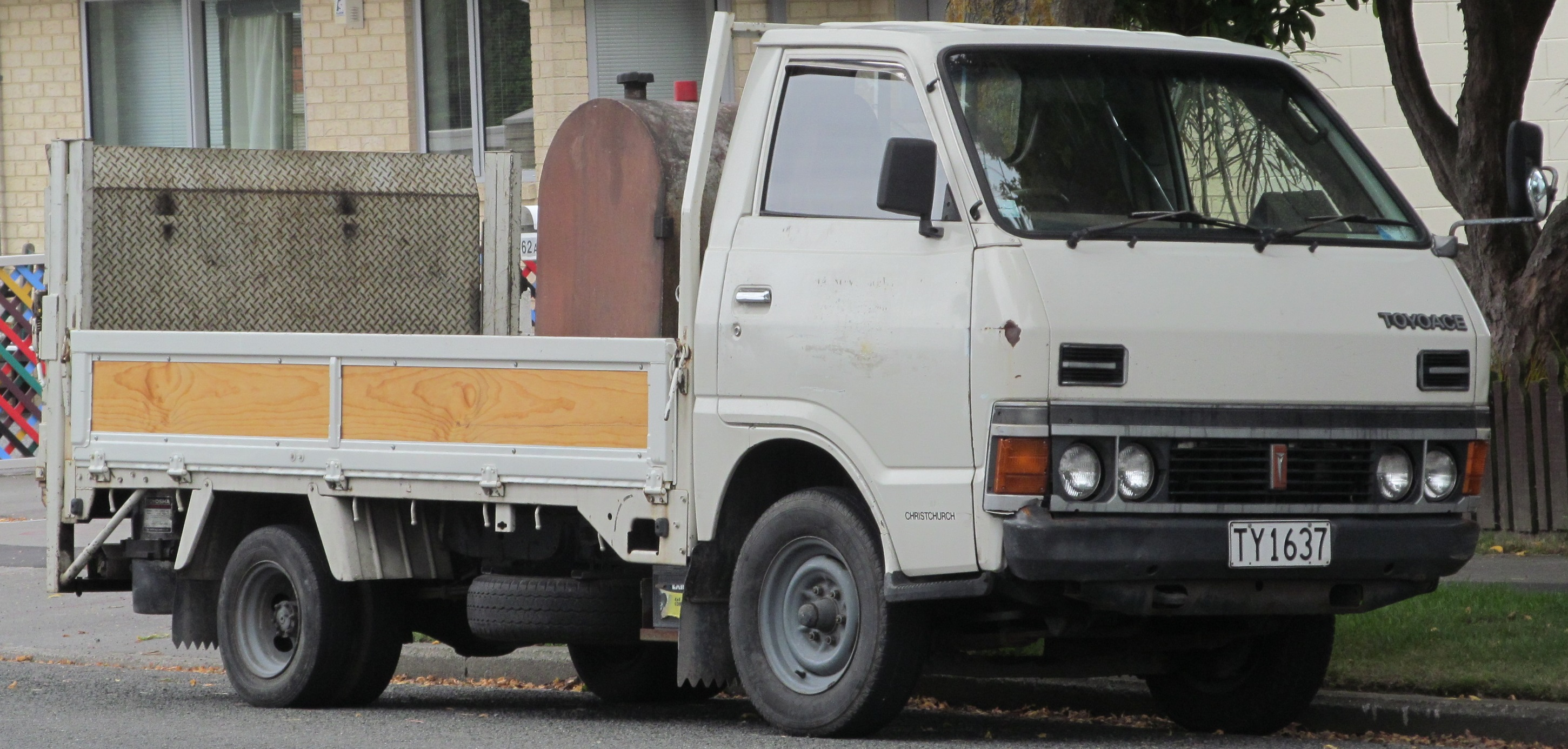

El ToyoAce de cuarta generación se construyó entre marzo de 1979 y agosto de 1985. Este fue el último ToyoAce en tener un diseño separado del Dyna más grande. Si bien el tamaño general y el área de carga eran similares a los de la serie Y10, la distancia entre ejes era 345 mm más corta para permitir un círculo de giro más estrecho. El nuevo ToyoAce también cumplió con los nuevos estándares más estrictos de emisiones y ruido introducidos en 1979. Se retuvo el 12R de 1.6 litros, aunque la potencia se redujo un poco a 80 caballos. El diésel 2J también se mantuvo, pero se complementó con el nuevo tipo L, un SOHC de 2.2 litros unidad con 72 caballos. También había disponible un motor de gasolina más grande de 2 litros 5R, pero los motores diesel estaban empezando a ser más importantes en este sector. La cantidad de versiones diésel aumentó de siete a 25, frente a veinte modelos de gasolina. En 1982, se introdujo una camioneta de reparto que permitía a los pasajeros caminar erguidos dentro del vehículo, llamada Toyota QuickDelivery que es popular entre los servicios de reparto y las industrias donde trabajar desde el interior del vehículo y la movilidad son una ventaja.[cita requerida] Los códigos de modelo incluyen RY20, LY20, LY30, JY30 e Y40. También estaba disponible una versión de batalla larga.

### Quinta generación

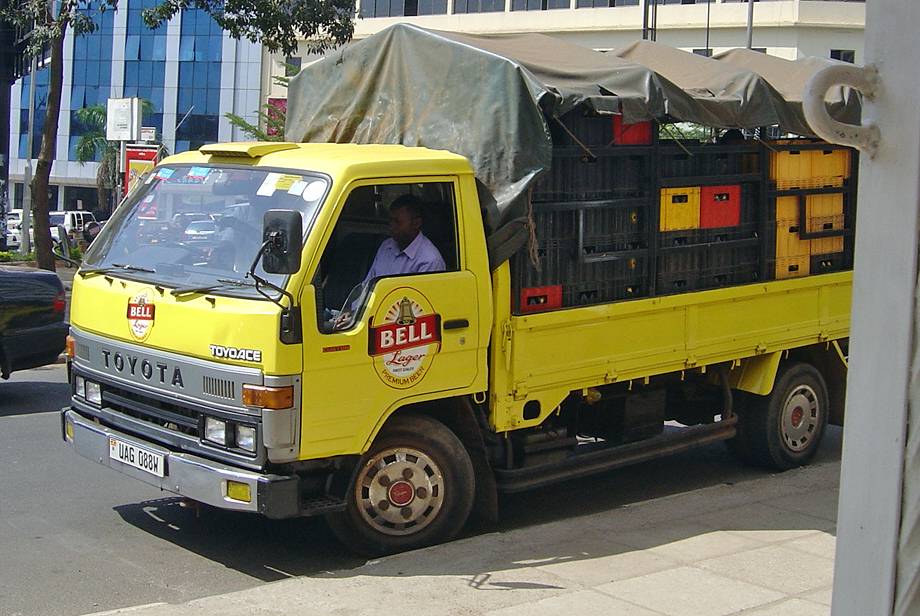

Introducido en agosto de 1985, el ToyoAce de quinta generación se basó en el Dyna de quinta generación, que se había lanzado un año antes. Los modelos ToyoAce eran generalmente para trabajos más livianos y se ofrecen con motores más pequeños, hasta la unidad de gasolina de 1626 centímetros cúbicos del 1Y. Los modelos en el rango de 1,5 toneladas (llamado G15) tenían códigos de chasis de la serie Y (Y50 / 60), mientras que las versiones de 2 a 3,5 toneladas para servicio más pesado tienen el U- códigos de serie del Dyna (U80 / 90, comercializado como ToyoAce G25 y G35). El de una tonelada fue descontinuado, con el camión HiAce tomando su posición en el mercado. Ahora también existía la opción de un motor de dos litros propulsado por GLP, y el La gama diésel ampliada ahora subió a un seis de cuatro litros.

### Sexta generación

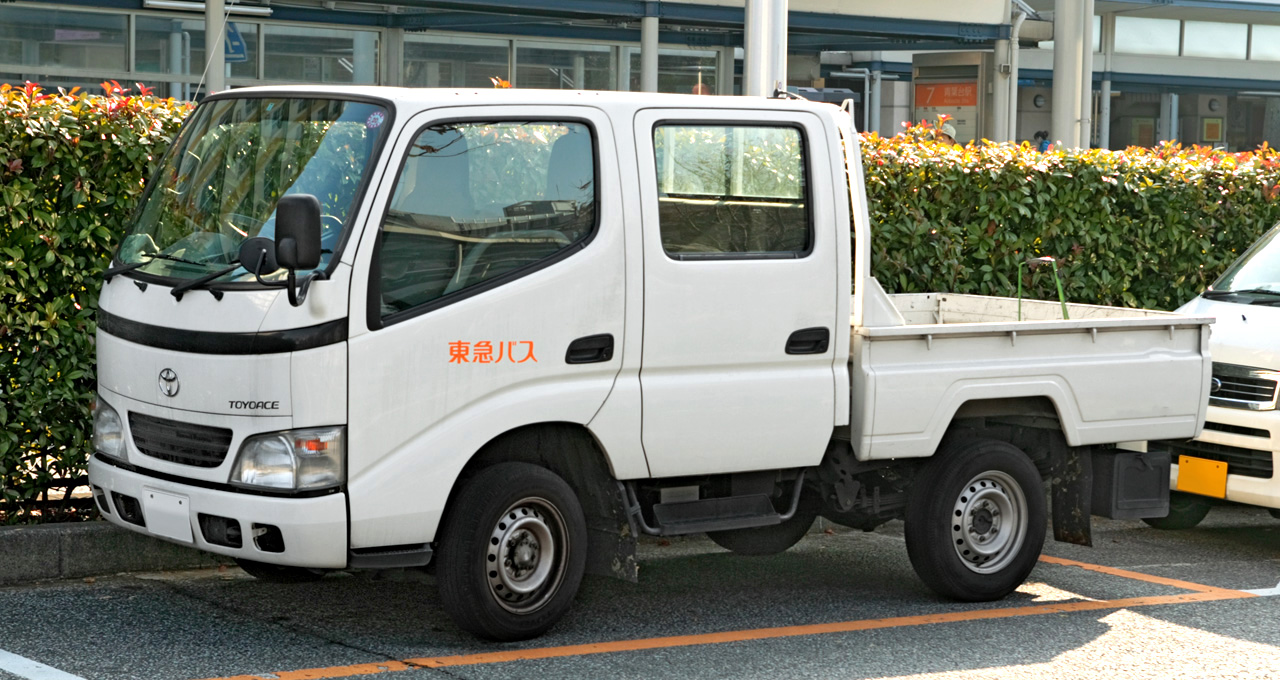

En mayo de 1999, las versiones diésel más pesadas (1,75-3,5 toneladas) fueron reemplazadas por el nuevo ToyoAce de séptima generación. Un modelo de cuatro toneladas era nuevo en la línea ToyoAce. En junio de 2001, los modelos más ligeros también fueron reemplazados por el modelo de séptima generación.

### Octava generación

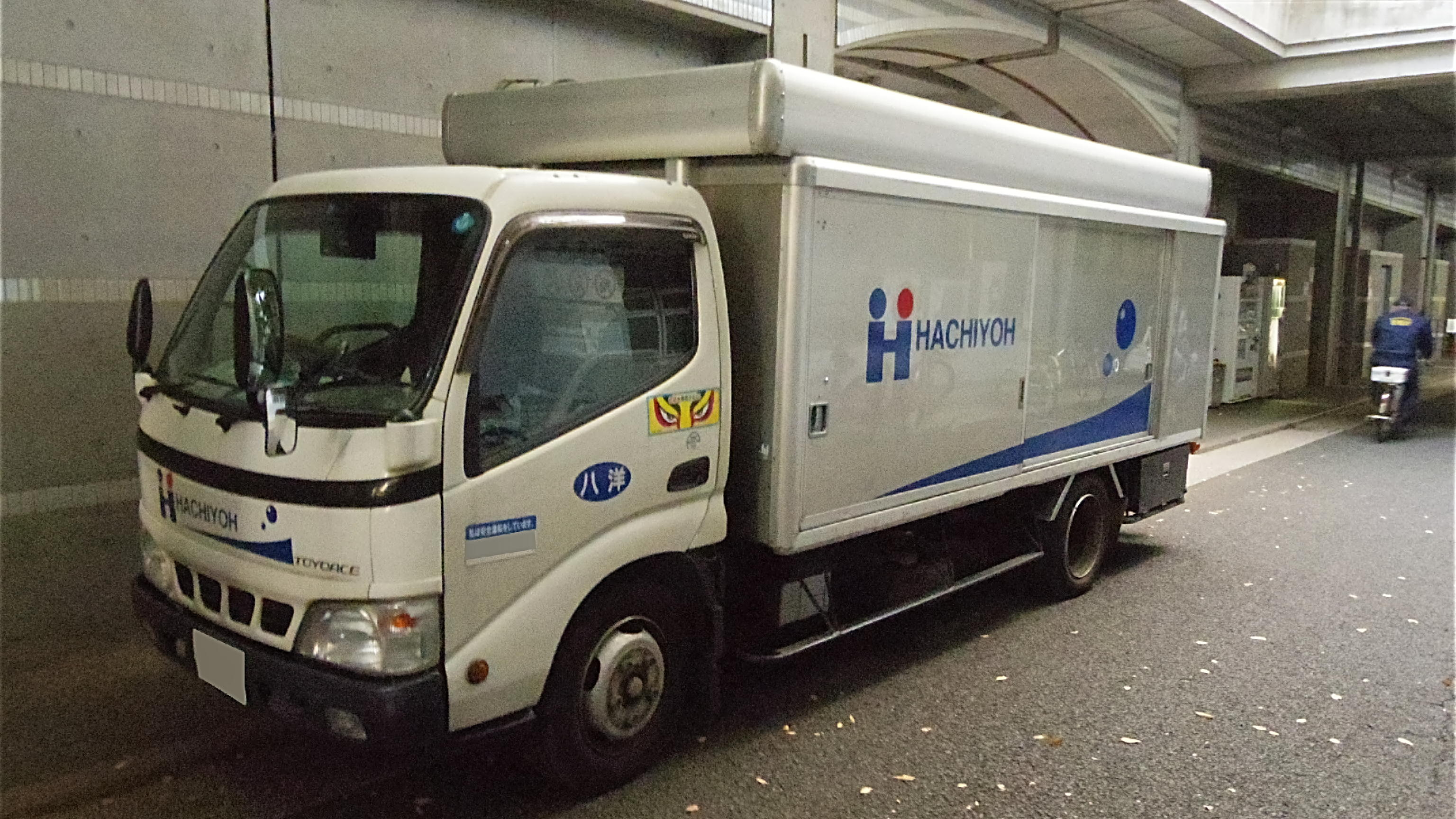

En junio de 2011 apareció el ToyoAce de octava generación, que ahora presenta sistemas de propulsión híbridos en varios modelos. El ToyoAce recibió un cambio menor en la parte delantera y recibió un sistema para evitar colisiones y un sistema de alerta de salida de carril.